# Kanton Bréhal
Bréhal is een kanton van het Franse departement Manche. Het kanton maakt deel uit van de arrondissementen Avranches en Coutances.

## Gemeenten
Het kanton Bréhal omvatte tot 2014 de volgende gemeenten:
- Anctoville-sur-Boscq
- Bréhal (hoofdplaats)
- Bréville-sur-Mer
- Bricqueville-sur-Mer
- Cérences
- Chanteloup
- Coudeville-sur-Mer
- Hudimesnil
- Longueville
- Le Loreur
- Le Mesnil-Aubert
- La Meurdraquière
- Muneville-sur-Mer
- Saint-Sauveur-la-Pommeraye

Na de herindeling van de kantons bij decreet van 24 februari 2014, met uitwerking op 22 maart 2015 telde het kanton 30 gemeenten.
Op 1 januari 2016 werden de gemeenten Braffais, Plomb en Sainte-Pience samengevoegd tot de fusiegemeente (commune nouvelle) Le Parc; de gemeenten Angey, Champcey, Montviron, La Rochelle-Normande en Sartilly samengevoegd tot de fusiegemeente (commune nouvelle) Sartilly-Baie-Bocage en de gemeenten Champcervon en Les Chambres samengevoegd tot de fusiegemeente (commune nouvelle) Le Grippon.
Het decreet van 5 maart 2020 heeft de kantongrenzen aangepast waarbij de fusiegemeenten Le Parc en Sartilly-Baie-Bocage volledig werden toegewezen aan het kanton Avranches.
Sindsdien omvat het kanton volgende gemeenten:
- Anctoville-sur-Boscq
- Beauchamps
- Bréhal
- Bréville-sur-Mer
- Bricqueville-sur-Mer
- Cérences
- Chanteloup
- Coudeville-sur-Mer
- Équilly
- Folligny
- Le Grippon
- La Haye-Pesnel
- Hocquigny
- Hudimesnil
- Longueville
- Le Loreur
- La Lucerne-d'Outremer
- Le Luot
- Le Mesnil-Aubert
- La Meurdraquière
- La Mouche
- Muneville-sur-Mer
- Saint-Aubin-des-Préaux
- Saint-Jean-des-Champs
- Saint-Planchers
- Saint-Sauveur-la-Pommeraye
- Subligny

Agon-Coutainville · Avranches · Bréhal · Bricquebec-en-Cotentin · Carentan-les-Marais · Cherbourg-en-Cotentin-1 · -2 · -3 · -4 · -5 · Condé-sur-Vire · Coutances · Créances · Granville · La Hague · Isigny-le-Buat · Le Mortainais · Les Pieux · Pont-Hébert · Pontorson · Quettreville-sur-Sienne · Saint-Hilaire-du-Harcouët · Saint-Lô-1 · -2 · Valognes · Val-de-Saire · Villedieu-les-Poêles